# Olivier Faure
Olivier Faure (La Tronche, 18 agosto 1968) è un politico francese, segretario del Partito Socialista francese dal 2018 e Deputato dell'Assemblea nazionale dal 2012.

## Biografia
Nato da padre francese e madre vietnamita, a 16 anni aderisce al Partito Socialista francese militando principalmente all'interno dell'UNEF.
Dopo aver tentato senza successo di candidarsi per l'8ª circoscrizione della Senna e Marna per le elezioni legislative del 2007, ci riprova nel 2012, stavolta per l'11ª circoscrizione, riuscendo ad essere eletto. Riconfermato nel 2017, l'anno successivo diventa Primo segretario del Partito Socialista dopo le dimissioni del predecessore Jean-Christophe Cambadélis. 
Durante la sua segreteria, il PS aderisce alla NUPES, alleandosi con gli altri partiti della sinistra per sostenere la candidatura alla Presidenza della Repubblica di Jean-Luc Mélenchon. Nel 2024, però, a seguito di decisi contrasti interni alla coalizione, il PS decide di correre da solo in vista delle elezioni europee del giugno dello stesso anno, alleandosi con Place Publique, movimento socialdemocratico moderato fondato da Raphaël Glucksmann. A seguito del successo schiacciante del Rassemblement National di Marine Le Pen alle europee, il presidente Macron scioglie l'Assemblea Nazionale e convoca nuove elezioni legislative per il 30 giugno e il 7 luglio. Fin da subito, Faure si mostra disponibile ad una riedizione della NUPES per evitare la vittoria del RN: nasce così il Nuovo Fronte Popolare. La nuova coalizione delle sinistre, a sorpresa, vince le elezioni e Faure si propone come Primo ministro, venendo rifiutato dalle altre forze del NFP. Nel corso del lungo periodo di stallo tra le forze politiche dell'emiciclo francese, Faure mostrerà sempre un atteggiamento frontista, ricevendo le critiche dell'ala destra del PS, favorevole alla rottura con La France insoumise di Mélenchon ed alla conciliazione con la coalizione centrista di Macron.